# Parhypates
Parhypates is een geslacht van kevers uit de familie van de loopkevers (Carabidae). De wetenschappelijke naam van het geslacht is voor het eerst geldig gepubliceerd in 1866 door Motschulsky.

## Soorten
Het geslacht Parhypates omvat de volgende soorten:
- Parhypates arctus (Tschitscherine, 1900)
- Parhypates bonellii (G.R.Waterhouse, 1841)
- Parhypates chalybicolor (Chaudoir, 1835)
- Parhypates cordicollis (Dejean, 1828)
- Parhypates extenuatus (Tschitscherine, 1900)
- Parhypates herberti Straneo, 1987
- Parhypates irrequietus (Lutshnik, 1931)
- Parhypates melaenus (Chaudoir, 1876)
- Parhypates nunni Straneo, 1987
- Parhypates rufipalpis (Curtis, 1838)
- Parhypates sinuatipennis (Fairmaire, 1860)
- Parhypates stenomus (Chaudoir, 1876)
- Parhypates tenuestriatus Motschulsky, 1866